# 韦基耶尔
韦基耶尔（法語：Verquières，法語發音：[vɛʁkjɛʁ]）是法国罗讷河口省的一个市镇，属于阿尔勒区。

## 地理
韦基耶尔（43°50'24"N, 4°55'6"E）面积4.59 平方千米，位于法国普罗旺斯-阿尔卑斯-蓝色海岸大区罗讷河口省，该省份为法国东南部沿海省份，北起沃克吕兹省，西接加尔省，南濒地中海，东临瓦尔省。
与韦基耶尔接壤的市镇（或旧市镇、城区）包括：诺沃、圣昂迪奥勒。

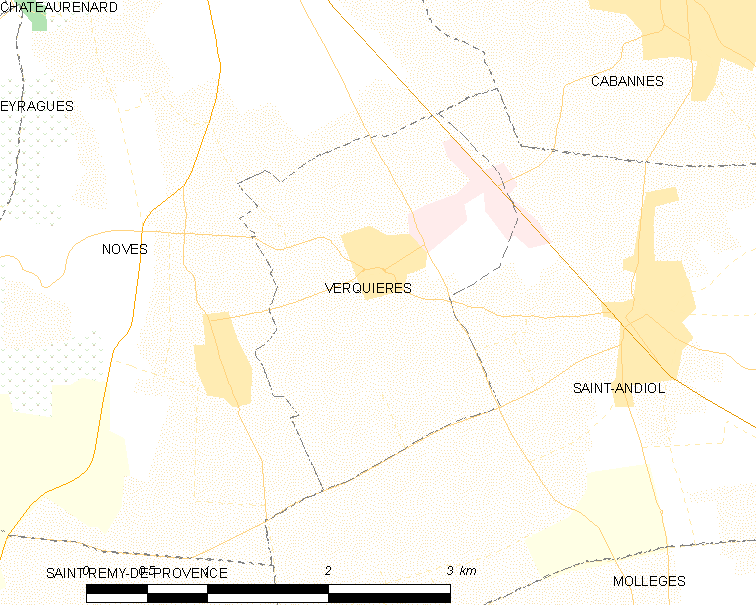
韦基耶尔的OSM定位图

韦基耶尔的时区为UTC+01:00、UTC+02:00（夏令时）。

## 行政
韦基耶尔的邮政编码为13670，INSEE市镇编码为13116。

## 政治
韦基耶尔所属的省级选区为沙托勒纳尔县。

## 人口

1962-2008年间韦基耶尔人口变化图示

韦基耶尔于2022年1月1日时的人口数量为775人。